# شرکت کشتیرانی بنگلادش
شرکت کشتیرانی بنگلادش (انگلیسی: Bangladesh Shipping Corporation) شرکت ترابری دریایی بنگلادشی است، که در سال ۱۹۷۲ تأسیس شد.